# Phare Slangkop
Le phare Slangkop (en anglais : Slangkop Lighthouse)  est un phare situé à proximité de Kommetjie en Afrique du Sud. 

## Caractéristiques
Le phare est une tour d'acier, cylindrique, blanche, d'une hauteur de 21 mètres, qui s'élève à 27 mètres au-dessus de l'océan. La construction démarre en 1914 mais est interrompue en raison de la Première Guerre mondiale puis achevée en 1919.

## Codes internationaux
- ARLHS[2] : SAF-026
- NGA : 113-26064
- Admiralty[3] : D 6110